# Pierre Louis Aimé Mathieu
Pierre Louis Aimé Mathieu (né à Lyon le 1er août 1790 - décédé à Paris (8e) le 7 avril 1870), amiral français, fut gouverneur colonial, en poste à la Martinique (1844-48) et président du Bureau des Longitudes.

## Biographie
Fils d'Antoine Mathieu (1760-1828) et d’Étiennette-Hugonne Montalan (1757-1835), il entra dans la Marine en 1801, gagnant le grade d'aspirant le 16 juin 1808. Promu enseigne de vaisseau en mai 1812, puis capitaine de vaisseau en mars 1837, il fut nommé gouverneur général de la Martinique (en poste à Fort-Royal) de 1844 jusqu'à la fin du mois de mars 1848, date à laquelle il remit ses fonctions entre les mains du général Claude Rostoland). Promu contre-amiral en 1846, et fait chevalier de Saint Louis et commandeur de la Légion d'honneur (1846) Mathieu fut reclassé d'abord comme directeur général du Dépôt des cartes et plans de la Marine (poste qu'il occupa jusqu'en 1864), puis nommé le 7 février 1852 directeur du Bureau des Longitudes. Membre fondateur de L'Œuvre des Écoles d'Orient, plus connue actuellement sous le nom de L’Œuvre d’Orient le 4 avril 1856, il siège au sein du Conseil Général qui dirige l'association caritative. Il est son premier président du 4 avril 1856 jusqu’à sa démission le 16 avril 1861, la présidence d'honneur de l’association étant occupée par Pierre Joseph François Bosquet entre 1856 et 1858. 
Mis dans le cadre de réserve au 1er janvier 1860, il résidait à Paris, occupant les fonctions de Directeur général du Comité hydrographique et de Président de la Commission supérieure pour le perfectionnement de l'enseignement de l’École navale impériale ; il était en outre membre de la Commission des Phares et Balises.
Le 30 septembre 1830, il avait épousé Marie-Juliette Rolland, fille du général Pierre Jacques Nicolas Rolland.
Il est le frère du cardinal Césaire Mathieu (1796-1875).

## Distinctions
- Commandeur de la Légion d'honneur

### Source
- Ministère de la marine et des colonies, « Notice nécrologique de l'amiral Mathieu », Revue maritime et coloniale, Paris, Librairie Louis Hachette, vol. 29,‎ 1870